# Monts Garrin
Les monts Garrin sont un vaste massif élevé dans la province du Lorestan en Iran. Les monts Garrin sont limités à l'est par Borujerd, à l'ouest par Alashtar et au nord par Nahavand. Il a plusieurs sommets à plus de 3 000 mètres d'altitude, comme le pic Velash qui culmine à 3 623 m par exemple.

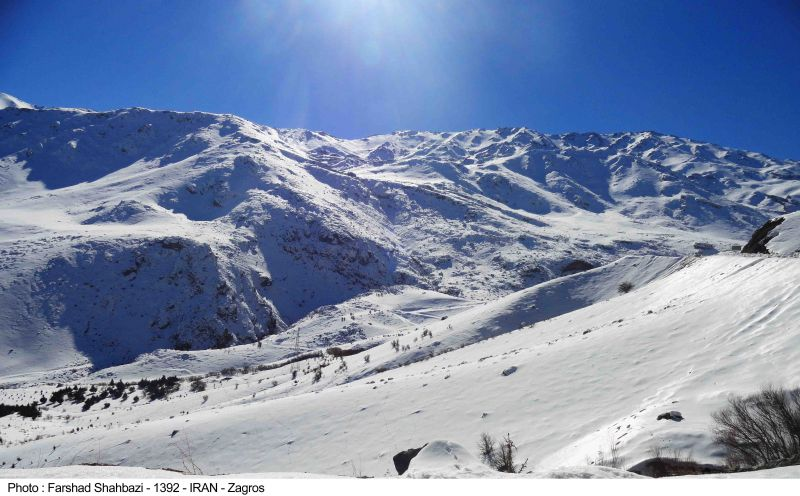
Vue des monts Garrin.